# Microphis caudocarinatus
Microphis caudocarinatus är en fiskart som först beskrevs av Weber 1907.  Microphis caudocarinatus ingår i släktet Microphis och familjen kantnålsfiskar. IUCN kategoriserar arten globalt som otillräckligt studerad. Inga underarter finns listade i Catalogue of Life.